# Dyrines brescoviti
Espèce
Dyrines brescoviti est une espèce d'araignées aranéomorphes de la famille des Trechaleidae.

## Distribution
Cette espèce est endémique du Brésil. Elle se rencontre au Sergipe et au Paraná.

## Description
La femelle holotype mesure 3,81 mm.

## Étymologie
Cette espèce est nommée en l'honneur d'Antonio Domingos Brescovit.

## Publication originale
- Silva & Lise, 2010 : On the taxonomy of the Neotropical spider genera Dossenus and Dyrines (Araneae: Lycosoidea: Trechaleidae) from Brazil. Zoologia (Curitiba),vol. 27, no 2, p. 313-315 (texte intégral).